# Yoshiichi Watanabe
Yoshiichi Watanabe (Japó, 5 d'abril de 1954), és un exfutbolista japonès.

## Selecció japonesa
Yoshiichi Watanabe va disputar 6 partits amb la selecció japonesa.